# Postemmalocera palaearctella
Postemmalocera palaearctella is een vlinder uit de familie snuitmotten (Pyralidae). De wetenschappelijke naam is voor het eerst geldig gepubliceerd in 1917 door Turati.
De soort komt voor in Europa.